# Cassagnoles (Hérault)
Cassagnoles è un comune francese di 92 abitanti situato nel dipartimento dell'Hérault nella regione dell'Occitania.

## Società

### Evoluzione demografica
Abitanti censiti